# Sofia Jakobsson
Sofia Jakobsson és una davantera de futbol internacional des del 2011 per Suècia, amb la qual ha arribat a les semifinals del Mundial (2011) i l'Eurocopa (2013). També ha jugat els Jocs Olímpics de Londres.
A la Lliga de Campions va arribar a la final amb el Umeå. Després va jugar amb Rossiyanka Krasnoarmeysk, Chelsea FC, BV Cloppenburg i Montpellier HSC. El 2019 es va signar un contracte amb Reial Madrid CF, per una durada de dos anys.

## Trajectòria
| Temporades    | Equip                    | Títols              | Selecció (fases finals)                                                              |
| ------------- | ------------------------ | ------------------- | ------------------------------------------------------------------------------------ |
| 2006          | Hägglunds IoFK           |                     |                                                                                      |
| 2007          | Östers IF                |                     |                                                                                      |
| 2007 - 2011 0 | Umeå IK 0                | 2 Lligues, 1 Copa 0 | Eurocopa sub-19 2009 (subcampió) Mundial sub-20 2010 (quarts) Mundial 2011 (3r lloc) |
| 2011 - 2013   | Rossiyanka Krasnoarmeysk | 1 Lliga             | Jocs Olímpics 2012 (quarts)                                                          |
| 2013          | Chelsea FC               |                     | Eurocopa 2013 (semifinals)                                                           |
| 2013 - 2014   | BV Cloppenburg           |                     |                                                                                      |
| 2014 - 2019   | Montpellier HSC          |                     | Mundial 2015 (vuitens)                                                               |
| 2019 -        | Reial Madrid             |                     |                                                                                      |